# Bastien Chantry
Bastien Chantry (Doornik, 20 december 1984) is een Belgisch voetballer. Hij speelt sinds 2010 als verdediger bij RFC Tournai en heeft er een contract voor 4 jaar. Chantry meet 180cm en weegt 71 kg. Hij is getrouwd met Estelle.
Op vijfjarige leeftijd begon hij met voetbal bij United Doornik, daarna bij RC Doornik. Op twaalfjarige leeftijd kwam hij bij Excelsior Moeskroen terecht. In 2005 ging hij één seizoen spelen bij Bergen. In 2006 keerde hij terug naar Excelsior Moeskroen. Na drie speeldagen raakte hij geblesseerd aan zijn schouder. Hij onderging een operatie en was drie maanden out.

## Spelerscarrière
| seizoen   | club                | land   | klasse             | wedst | goals |
| --------- | ------------------- | ------ | ------------------ | ----- | ----- |
| 2002-2003 | Excelsior Moeskroen | België | Jupiler Pro League | 2     | 1     |
| 2003-2004 | Excelsior Moeskroen | België | Jupiler Pro League | 6     | 0     |
| 2004-2005 | Excelsior Moeskroen | België | Jupiler Pro League | 8     | 0     |
| 2005-2006 | Bergen (Loan)       | België | Jupiler Pro League | 32    | 1     |
| 2006-2007 | Excelsior Moeskroen | België | Jupiler Pro League | 19    | 0     |
| 2007-2008 | Excelsior Moeskroen | België | Jupiler Pro League | 23    | 1     |
| 2008-2009 | Excelsior Moeskroen | België | Jupiler Pro League | 14    | 0     |
| 2009-2010 | Excelsior Moeskroen | België | Jupiler Pro League | 3     | 0     |
| 2009-2010 | RFC Tournai         | België | Exqi League        | 0     | 0     |
|           |                     |        | Totaal             | 107   | 3     |